# Campeonato Mundial de Clubes de Voleibol Masculino de 2017
O Campeonato Mundial de Clubes de Voleibol Masculino de 2017 foi a décima terceira edição deste torneio organizado anualmente pela Federação Internacional de Voleibol (FIVB). Ocorreu entre os dias 11 a 17 de dezembro de 2017, na Polônia, com oito clubes participantes.
A equipe do Zenit Kazan conquistou seu primeiro título ao vencer o estreante Cucine Lube Civitanova na grande final, com o bronze indo para a equipe do Sada Cruzeiro Vôlei. O atleta que mais se destacou, isto é, o Jogador Mais Valioso (MVP), foi o ponteiro italiano Osmany Juantorena, atleta do time vice-campeão, sendo esta a quarta premiação do atleta nesta competição.

## Formato da disputa
O torneio foi divido na fase classificatória e na fase final. A fase classificatória foi disputada em turno único, com todas as equipes se enfrentando dentro de seu grupo. Os dois primeiros classificados de cada grupo avançaram para a fase final, estruturada em semifinais, disputa pelo terceiro lugar e final.

### Critérios de desempate
1. Número de vitórias
2. Número de pontos
3. Razão dos sets
4. Razão dos pontos
5. Resultado da última partida entre os times empatados

- Partidas terminadas em 3–0 ou 3–1: 3 pontos para o vencedor, 0 pontos para o perdedor;
- Partidas terminadas em 3–2: 2 pontos para o vencedor, 1 ponto para o perdedor.

## Equipes participantes
As seguintes equipes foram qualificadas ou convidadas para a disputa do Campeonato Mundial de Clubes de 2017.
| Equipe                 | País      | Qualificação                                          |
| ---------------------- | --------- | ----------------------------------------------------- |
| ZAKSA Kędzierzyn-Koźle | Polónia   | Representante do país-sede                            |
| Sada Cruzeiro Vôlei    | Brasil    | Campeão do Campeonato Sul-Americano de Clubes de 2017 |
| Zenit Kazan            | Rússia    | Campeão da Liga dos Campeões da Europa de 2016-17     |
| Sarmayeh Bank Tehran   | Irão      | Campeão do Campeonato Asiático de Clubes de 2016      |
| Cucine Lube Civitanova | Itália    | Campeão da Liga A Italiana                            |
| Personal Bolívar       | Argentina | Campeão da Liga A Argentina                           |
| PGE Skra Bełchatów     | Polónia   | Convidado                                             |
| Shanghai VC            | China     | Convidado                                             |

## Locais das partidas
As partidas serão realizadas nas cidades e estádios abaixo.
| Jogos do Grupo A  | Jogos do Grupo B   | Jogos da Fase final |
| ----------------- | ------------------ | ------------------- |
| Opole             | Łódź               | Cracóvia            |
| Hala Okrąglak     | Atlas Arena        | Tauron Arena        |
| Capacidade: 3 500 | Capacidade: 12 100 | Capacidade: 14 752  |
|                   |                    |                     |

## Primeira fase
A  FIVB divulgou 19 de setembro a distribuição dos times poloneses cabeças de chave e em 2 de novembro o resultado do sorteio de grupos e tabela de jogos.
- Todos as partidas no horário de Opole e Łódź (UTC+2).

|  | Qualificados para as semifinais |

### Grupo A
|     |                        |     | Jogos | Jogos | Jogos | Pontos | Pontos | Pontos | Sets | Sets | Sets  |
| Pos | Equipe                 | Pts | T     | V     | D     | V      | P      | R      | V    | P    | R     |
| --- | ---------------------- | --- | ----- | ----- | ----- | ------ | ------ | ------ | ---- | ---- | ----- |
| 1   | Cucine Lube Civitanova | 8   | 3     | 3     | 0     | 265    | 227    | 1.167  | 9    | 2    | 4.500 |
| 2   | Sada Cruzeiro Vôlei    | 6   | 3     | 2     | 1     | 212    | 203    | 1.044  | 6    | 3    | 2,000 |
| 3   | ZAKSA Kędzierzyn-Koźle | 3   | 3     | 1     | 2     | 283    | 306    | 0.925  | 5    | 8    | 0.625 |
| 4   | Sarmayeh Bank Tehran   | 1   | 3     | 0     | 3     | 239    | 263    | 0.909  | 2    | 9    | 0.222 |

Resultados
| 12 de dezembro 17:30 P2 P3 AQ | ZAKSA Kędzierzyn-Koźle | 3 — 2                         | Sarmayeh Bank Tehran | Hala Okrąglak, Opole Público: 2 800 Árbitro(s): EGY Nasr Shaaban JPN Shin Muranaka |
| 12 de dezembro 17:30 P2 P3 AQ | 19 20 25 31 17         | Set 1 Set 2 Set 3 Set 4 Set 5 | 25 16 29 15          | Hala Okrąglak, Opole Público: 2 800 Árbitro(s): EGY Nasr Shaaban JPN Shin Muranaka |

| 12 de dezembro 20:50 P2P3 AQ | Sada Cruzeiro Vôlei | 0 — 3             | Cucine Lube Civitanova | Hala Okrąglak, Opole Público: 2 500 Árbitro(s): POL Wojciech Maroszek SRB Vladimir Simonovic |
| 12 de dezembro 20:50 P2P3 AQ | 21 16 18            | Set 1 Set 2 Set 3 | 25                     | Hala Okrąglak, Opole Público: 2 500 Árbitro(s): POL Wojciech Maroszek SRB Vladimir Simonovic |

| 13 de dezembro 17:30 P2 P3 AQ | ZAKSA Kędzierzyn-Koźle | 2 — 3                         | Cucine Lube Civitanova | Hala Okrąglak, Opole Público: 3 300 Árbitro(s): JPN Shin Muranaka EGY Nasr Shaaban |
| 13 de dezembro 17:30 P2 P3 AQ | 25 21 25 21 16         | Set 1 Set 2 Set 3 Set 4 Set 5 | 23 25 23 25 18         | Hala Okrąglak, Opole Público: 3 300 Árbitro(s): JPN Shin Muranaka EGY Nasr Shaaban |

| 13 de dezembro 20:30 P2 P3 AQ | Sarmayeh Bank Tehran | 0 — 3             | Sada Cruzeiro Vôlei | Hala Okrąglak, Opole Público: 2 900 Árbitro(s): SRB Vladimir Simonovic POL Wojciech Maroszek |
| 13 de dezembro 20:30 P2 P3 AQ | 23 20 22             | Set 1 Set 2 Set 3 | 25                  | Hala Okrąglak, Opole Público: 2 900 Árbitro(s): SRB Vladimir Simonovic POL Wojciech Maroszek |

| 14 de dezembro 17:30 P2 P3 AQ | ZAKSA Kędzierzyn-Koźle | 0 — 3             | Sada Cruzeiro Vôlei | Hala Okrąglak, Opole Público: 3 300 Árbitro(s): EGY Nasr Shaaban SRB Vladimir Simonovic |
| 14 de dezembro 17:30 P2 P3 AQ | 13 30 20               | Set 1 Set 2 Set 3 | 25 32 25            | Hala Okrąglak, Opole Público: 3 300 Árbitro(s): EGY Nasr Shaaban SRB Vladimir Simonovic |

| 14 de dezembro 20:30 P2 P3 AQ | Cucine Lube Civitanov | 3 — 0             | Sarmayeh Bank Tehran | Hala Okrąglak, Opole Público: 2 700 Árbitro(s): POL Wojciech Maroszek JPN Shin Muranaka |
| 14 de dezembro 20:30 P2 P3 AQ | 26 25                 | Set 1 Set 2 Set 3 | 24 17 23             | Hala Okrąglak, Opole Público: 2 700 Árbitro(s): POL Wojciech Maroszek JPN Shin Muranaka |

### Grupo B
|     |                    |     | Jogos | Jogos | Jogos | Pontos | Pontos | Pontos | Sets | Sets | Sets  |
| Pos | Equipe             | Pts | T     | V     | D     | V      | P      | R      | V    | P    | R     |
| --- | ------------------ | --- | ----- | ----- | ----- | ------ | ------ | ------ | ---- | ---- | ----- |
| 1   | Zenit Kazan        | 9   | 3     | 3     | 0     | 229    | 171    | 1.339  | 9    | 0    | MAX   |
| 2   | PGE Skra Bełchatów | 6   | 3     | 2     | 1     | 236    | 217    | 1.088  | 7    | 4    | 1.750 |
| 3   | Shanghai VC        | 2   | 3     | 1     | 2     | 220    | 251    | 0.876  | 3    | 8    | 0.375 |
| 4   | Personal Bolívar   | 1   | 3     | 0     | 3     | 237    | 283    | 0.837  | 3    | 9    | 0.333 |

Resultados
| 12 de dezembro 17:30 P2 P3AQ | Zenit Kazan | 3 — 0             | Personal Bolívar | Atlas Arena, Łódź Público: 1 285 Árbitro(s): DOM Denny Cespedes THA Sowapark Nathanon |
| 12 de dezembro 17:30 P2 P3AQ | 25          | Set 1 Set 2 Set 3 | 20 19 17         | Atlas Arena, Łódź Público: 1 285 Árbitro(s): DOM Denny Cespedes THA Sowapark Nathanon |

| 12 de dezembro 20:30 P2 P3 AQ | PGE Skra Bełchatów | 3 — 0             | Shanghai VC | Atlas Arena, Łódź Público: 2 665 Árbitro(s): SVK Mokry Juraj CAN Scott McLean |
| 12 de dezembro 20:30 P2 P3 AQ | 25                 | Set 1 Set 2 Set 3 | 18 19 21    | Atlas Arena, Łódź Público: 2 665 Árbitro(s): SVK Mokry Juraj CAN Scott McLean |

| 13 de dezembro 17:30 P2 P3 AQ | Zenit Kazan | 3 — 0             | Shanghai VC | Atlas Arena, Łódź Público: 1 822 Árbitro(s): THA Sowapark Nathanon SVK Mokry Juraj |
| 13 de dezembro 17:30 P2 P3 AQ | 25          | Set 1 Set 2 Set 3 | 15 16 21    | Atlas Arena, Łódź Público: 1 822 Árbitro(s): THA Sowapark Nathanon SVK Mokry Juraj |

| 13 de dezembro 20:30 P2 P3 AQ | PGE Skra Bełchatów | 3 — 1                   | Personal Bolívar | Atlas Arena, Łódź Público: 3 726 Árbitro(s): CAN Scott McLean} DOM Denny Cespedes |
| 13 de dezembro 20:30 P2 P3 AQ | 23 25              | Set 1 Set 2 Set 3 Set 4 | 25 15 21 19      | Atlas Arena, Łódź Público: 3 726 Árbitro(s): CAN Scott McLean} DOM Denny Cespedes |

| 14 de dezembro 17:30 P2 P3 AQ | Shanghai VC    | 3 — 2                         | Personal Bolívar | Atlas Arena, Łódź Público: 2 487 Árbitro(s): THA Sowapark Nathanon CAN Scott McLean |
| 14 de dezembro 17:30 P2 P3 AQ | 22 25 23 25 15 | Set 1 Set 2 Set 3 Set 4 Set 5 | 25 20 25 18 13   | Atlas Arena, Łódź Público: 2 487 Árbitro(s): THA Sowapark Nathanon CAN Scott McLean |

| 14 de dezembro 20:30 P2 P3 AQ | PGE Skra Bełchatów | 0 — 3             | Zenit Kazan | Atlas Arena, Łódź Público: 6 054 Árbitro(s): SVK Mokry Juraj} DOM Denny Cespedes |
| 14 de dezembro 20:30 P2 P3 AQ | 27 20 16           | Set 1 Set 2 Set 3 | 29 25       | Atlas Arena, Łódź Público: 6 054 Árbitro(s): SVK Mokry Juraj} DOM Denny Cespedes |

## Fase final
|  | Semifinais             | Semifinais  |                        |   | Final | Final |
|  |                        |             |                        |   |       |       |
|  | 16 de dezembro – 17ː30 |             |                        |   |       |       |
|  |                        |             |                        |   |       |       |
|  | Sada Cruzeiro Vôlei    | 0           |                        |   |       |       |
|  | Sada Cruzeiro Vôlei    | 0           | 17 de dezembro – 20ː30 |   |       |       |
|  | Zenit Kazan            | 3           |                        |   |       |       |
|  | Zenit Kazan            | 3           | Cucine Lube Civitanova | 0 |       |       |
|  | 16 de dezembro – 20ː30 |             | Cucine Lube Civitanova | 0 |       |       |
|  |                        | Zenit Kazan | 3                      |   |       |       |
|  | Cucine Lube Civitanova | Zenit Kazan | 3                      | 3 |       |       |
|  | Cucine Lube Civitanova |             |                        | 3 |       |       |
|  | PGE Skra Bełchatów     | 0           |                        |   |       |       |
|  | PGE Skra Bełchatów     | 0           | Terceiro lugar         |   |       |       |
|  |                        |             |                        |   |       |       |
|  | 17 de dezembro – 17ː30 |             |                        |   |       |       |
|  |                        |             |                        |   |       |       |
|  | PGE Skra Bełchatów     | 0           |                        |   |       |       |
|  | PGE Skra Bełchatów     | 0           |                        |   |       |       |
|  | Sada Cruzeiro Vôlei    | 3           |                        |   |       |       |

### Semifinais
| 16 de dezembro 17:30 P2 P3 AQ | Sada Cruzeiro Vôlei | 0 — 3             | Zenit Kazan | Tauron Arena, Cracóvia Público: 3 500 Árbitro(s): DOM Denny Cespedes SRB Vladmir Simonovic |
| 16 de dezembro 17:30 P2 P3 AQ | 23 19 18            | Set 1 Set 2 Set 3 | 25          | Tauron Arena, Cracóvia Público: 3 500 Árbitro(s): DOM Denny Cespedes SRB Vladmir Simonovic |

| 16 de dezembro 20:30 P2 P3 AQ | Cucine Lube Civitanova | 3 — 0             | PGE Skra Bełchatów | Tauron Arena, Cracóvia Público: 4 013 Árbitro(s): SVK Juraj Mokry EGY Nasr Shaaban |
| 16 de dezembro 20:30 P2 P3 AQ | 25                     | Set 1 Set 2 Set 3 | 23                 | Tauron Arena, Cracóvia Público: 4 013 Árbitro(s): SVK Juraj Mokry EGY Nasr Shaaban |

### Terceiro lugar
| 17 de dezembro 17:30 P2 P3 AQ | PGE Skra Bełchatów | 0 — 3             | Sada Cruzeiro Vôlei | Tauron Arena, Cracóvia Público: 4 500 Árbitro(s): EGY Nasr Shaaban DOM Denny Cespedes |
| 17 de dezembro 17:30 P2 P3 AQ | 19 18 13           | Set 1 Set 2 Set 3 | 25                  | Tauron Arena, Cracóvia Público: 4 500 Árbitro(s): EGY Nasr Shaaban DOM Denny Cespedes |

### Final
| 17 de dezembro 20:30 P2 P3 AQ | Cucine Lube Civitanova | 0 — 3             | Zenit Kazan | Tauron Arena, Cracóvia Público: 5 558 Árbitro(s): SRB Vladmir Simonovic SVK Mokry Juraj |
| 17 de dezembro 20:30 P2 P3 AQ | 25 22                  | Set 1 Set 2 Set 3 | 27 25       | Tauron Arena, Cracóvia Público: 5 558 Árbitro(s): SRB Vladmir Simonovic SVK Mokry Juraj |

## Classificação final
| Posição | Equipe                 |
| ------- | ---------------------- |
|         | Zenit Kazan            |
|         | Cucine Lube Civitanova |
|         | Sada Cruzeiro Vôlei    |
| 4       | PGE Skra Bełchatów     |
| 5       | ZAKSA Kędzierzyn-Koźle |
| 5       | Shanghai VC            |
| 7       | Sarmayeh Bank Tehran   |
| 7       | Personal Bolívar       |

## Premiações
| Campeonato Mundial de Clubes de 2017 |
| Rússia                               |
| ------------------------------------ |
| Campeão Zenit Kazan (1° título)      |

### Prêmios individuais
A seleção do campeonato foi composta pelos seguintes jogadores:
- MVP (Most Valuable Player):  Osmany Juantorena